# Maliq
Maliq este un oraș din Albania.